# Pär Zetterberg
Pär Zetterberg (ur. 14 października 1970 w Falkenbergu) – szwedzki piłkarz grający na pozycji ofensywnego pomocnika.

## Kariera klubowa
Karierę piłkarską Zetterberg rozpoczął w rodzinnym Falkenbergu, w tamtejszym klubie Falkenbergs FF. W 1986 roku jako 16-latek wyjechał do Belgii i został adeptem piłkarskiej szkółki Anderlechtu. W sezonie 1990/1991 zadebiutował w jego barwach w pierwszej lidze belgijskiej. W debiutanckim sezonie rozegrał 2 mecze i został z Anderlechtem mistrzem kraju. Latem 1991 odszedł do Royalu Charleroi. Tam zaczął grać w podstawowym składzie, a w 1993 roku otrzymał Złotą Piłkę dla najlepszego piłkarza w Belgii. Jeszcze latem tamtego roku wrócił do Anderlechtu. W 1994 roku wywalczył z nim dublet - mistrzostwo i puchar kraju. W 1995 roku ponownie został mistrzem Belgii, a w 1997 roku ponownie został uznany najlepszym piłkarzem w Belgii, a także w Szwecji. W 2000 roku po raz czwarty został mistrzem kraju.
Latem 2000 roku Zetterberg przeszedł do Olympiakosu Pireus. Stworzył w nim linię pomocy z takimi zawodnikami jak: Predrag Đorđević, Andreas Niniadis, Stelios Janakopulos i Grigoris Georgatos. Przez 3 lata rozegrał 51 spotkań w lidze greckiej i strzelił 7 goli. W latach 2001–2003 trzykrotnie z rzędu wywalczył mistrzostwo Grecji, a w latach 2001-2002 - Puchar Grecji.
W 2003 roku Zetterberg wrócił do Anderlechtu. W 2004 roku wywalczył piąte, a w 2006 szóste mistrzostwo Belgii w swojej karierze. Po tym ostatnim sukcesie zakończył karierę piłkarską w wieku 36 lat. Łącznie w barwach Anderlechtu wystąpił 285 razy i 74 razy zdobywał gola.
| Sezon   | Klub            | Kraj   | Rozgrywki     | Mecze | Bramki |
| ------- | --------------- | ------ | ------------- | ----- | ------ |
| 1990/91 | RSC Anderlecht  | Belgia | Eerste klasse | 2     | 0      |
| 1991/92 | Royal Charleroi | Belgia | Eerste klasse | 29    | 5      |
| 1992/93 | Royal Charleroi | Belgia | Eerste klasse | 33    | 6      |
| 1993/94 | RSC Anderlecht  | Belgia | Eerste klasse | 22    | 3      |
| 1994/95 | RSC Anderlecht  | Belgia | Eerste klasse | 24    | 3      |
| 1995/96 | RSC Anderlecht  | Belgia | Eerste klasse | 33    | 5      |
| 1996/97 | RSC Anderlecht  | Belgia | Eerste klasse | 32    | 12     |
| 1997/98 | RSC Anderlecht  | Belgia | Eerste klasse | 25    | 7      |
| 1998/99 | RSC Anderlecht  | Belgia | Eerste klasse | 24    | 7      |
| 1999/00 | RSC Anderlecht  | Belgia | Eerste klasse | 33    | 12     |
| 2000/01 | Olympiakos SFP  | Grecja | Alpha Ethniki | 22    | 4      |
| 2001/02 | Olympiakos SFP  | Grecja | Alpha Ethniki | 15    | 0      |
| 2002/03 | Olympiakos SFP  | Grecja | Alpha Ethniki | 24    | 3      |
| 2003/04 | RSC Anderlecht  | Belgia | Eerste klasse | 30    | 7      |
| 2004/05 | RSC Anderlecht  | Belgia | Eerste klasse | 29    | 8      |
| 2005/06 | RSC Anderlecht  | Belgia | Eerste klasse | 30    | 8      |

## Kariera reprezentacyjna
W reprezentacji Szwecji Zetterberg zadebiutował 19 maja 1993 roku w wygranym 1:0 meczu eliminacji do Mistrzostw Świata w USA z Austrią. Występował także w eliminacjach do Euro 96, Mistrzostw Świata we Francji i Euro 2000. Od 1993 do 1999 roku rozegrał w kadrze narodowej 30 meczów i strzelił 6 goli.